# 妖怪ウォッチ3 スシ/テンプラ/スキヤキ
『妖怪ウォッチ3 スシ/テンプラ/スキヤキ』（ようかいウォッチスリー スシ/テンプラ/スキヤキ）(以下『スシ/テンプラ/スキヤキ』)は、レベルファイブより2016年に発売されたニンテンドー3DS向けゲームソフト。
『スシ』『テンプラ』2バージョンが2016年7月16日同時発売。同年12月15日には一部クエストや妖怪等を追加した増補版『妖怪ウォッチ3 スキヤキ』（ようかいウォッチスリー スキヤキ）(以下『スキヤキ』)が発売された。本項ではスキヤキの内容も記述。

## 概要
本作は日本とUSAを舞台に、2人の主人公を切り替えながらストーリーを進めていく方式。妖怪ウォッチシリーズとしては初めてバトルシステムが変更されたほか、NFCによる妖怪ドリームメダル他「妖怪YCチップ」内蔵玩具とのデータ読み書きにも対応している。
作中には『トム・ソーヤーの冒険』『X-ファイル』等、アメリカ作品をモチーフとしたものが多く登場する。なおCMやPV等では、タイトルは『スシ』『テンプラ』『スキヤキ』と外国語訛り風のアクセントで発音している。
今作では新たなマップや妖怪などが追加される大型無料アップデートを段階的に実施（Ver.4まで）。Ver.3.0以降はタイトル画面にはそれぞれ「特上スシ」「絶品テンプラ」「特選スキヤキ」と表記される。

## ストーリー
ーある夏の暑い日ー
さくら住宅街に住む主人公ケータ、ジバニャン、ウィスパーは、父によって夕食として寿司・天ぷら・すき焼き屋に連れられる。そこで父から発せられた話は『USAへの転勤』であった。ケータは家族と共にUSAのセントピーナッツバーグへ引越して暮らすことになったが、そこで妖怪が見える少年マックと出会う。
一方、そよ風ヒルズの大型マンションに住む主人公イナホは、趣味のアイテムを入手するべくアオバハラのアニメ堂で買い物をしていた。そこで、あることから妖怪ウォッチU2を手にし、妖怪・USAピョンと出会う。イナホはUSAピョンやある人物との協力によって「イナウサ不思議探偵団」を設立し、事件解決に向けて活動を始める。

## ゲームシステム
今作ではストーリーリンクという要素が登場した。これは、片方の主人公だけでプレイしていると行き詰まることが有り、その場合はもう片方の主人公のストーリーやクエストをクリアする事で先に進めるようになっている。

### 育成システム
妖怪の種族はエンマ（王族）、ハグレ（アンドロイド山田のみ）が加わり11種類。『1』『2』同様、バトルでの前衛・後衛に同種族の妖怪が3体以上いると、陣形発動によって妖怪のステータスが上がるが、怪魔・エンマ・ハグレの陣形は発動しない。
今作の変更点として、「スキヤキ」およびTアップデートした「スシ」「テンプラ」では、バスターズTで獲得するアイテムを使うことにより見た目はそのままに妖怪のランクを上げることが出来る。まじめ度は元々のランクを基準にする為、妖怪によっては「超まじめ」のSランク（『1』で存在した組み合わせ）になる場合がある。
「魂（こん）」は前作より引き続き実装。合成する魂によっては特殊な力を持つ「レア魂」の組み合わせも追加。

### バトルシステム
編成
前作のサークル式とは違い、今作は妖怪メダルの配置された「タクティクスメダルボード」を使ったバトルシステムである。前衛3体と後衛3体で戦うフォーメーションは前作同様だが、3×3のマス状のフィールドに敵と味方がそれぞれ配置され、味方妖怪の配置・陣形を自由に変えられるようになった。横並びで敵に攻撃する際に連撃、縦に並べると前にいる味方妖怪が敵の攻撃から後ろの味方妖怪を防御するようになった。フィールド移動・入れ替えをすると、妖怪によって異なる一定カウント数行動および入れ替えが出来ない。「わざ」「ねらう」といった行動を指示することも可能。
わざ
前衛にいる妖怪の「わざ」（必殺技）を発動する。発動には、少しずつ蓄積される妖力ゲージが満タンの状態で、タッチ操作でチャージする必要がある。また、「有効エリア」が設けられており、発動前に敵がエリア外へ逃げて効果が無いこともある。逆に、敵の必殺技に対しても一部の技はエリア外へ逃れることができる。自分の「わざ」の有効エリアは、わざコマンド発動で赤く表示される。
ねらう
ターゲットにピンを刺すことで、集中攻撃をしたい敵を指定する。
おはらい
「とりつき」状態の妖怪の「とりつき」を治す。今作では、新たに画面下にとりつきレベル（1から3まで）が表示されるようになった。レベルが上がるほどおはらいが難しくなる。
アイテム
味方のHPを回復するもの、必殺技を使う際に使用する妖気ゲージを溜めるもの、能力を上げるものがある。敵に食べ物を与えることで、「ともだち」になる確率を上げることもできる。
妖怪ブラスター
『3』で登場した新システム。バトル中にゲージが溜まることで使用可能。後衛に控えている妖怪のメダルを装着し「アタックモード」（追加攻撃）「ともだちモード」（ともだち確率アップ）のいずれかがルーレットで決められる（ボス戦などではアタックモードのみ）。選んだ種族によって発射するバレットの属性や性質が異なる。

### 通信システム
前作『2』に引き続き、3DSのローカル通信や、インターネット通信を用いたプレイ、すれちがい通信や通信交換ができる。

## イベント
鬼時間
今作では予告がなく突然赤い渦に吸い込まれ、そのまま発生するようになったためより突発性が増えた。ただし、発生する予兆はストーリーを進めることで入手できる、妖怪パッド内「お天気アプリ」の警報画面で確認が可能（注意報→警報の順に発生危険度が高くなる）。また、今作では脱出成功し続けると鬼が赤鬼から青鬼→黒鬼とランクアップし見回り鬼の種類が増え、更には鬼が脱出に必要な鍵を背中に背負っているという条件が加わり、難易度が増す。代わりに、見つかった際に一時的に隠れられるステルスポイントがマップ上に出現し、そこに入ることで一定時間は追跡を逃れることが出来るようになっている。なお、USAのマップ（ケータ操作時のみ）では同様のシステムでゾンビが現れる「ゾンビナイト」がある。
えんえんあぜ道
前作の「えんえんトンネル」と同じシステムで、たぞのにある異様な一本道を延々と歩いていく。
マイニャン
真っ白な体の「マッサラニャン」に、マップ内で入手できる顔・体・尻尾などのパーツを集めて組み合わせる事で、オリジナルのネコ妖怪を作成できる。
食事イベント
夕方から夜の時間帯に自宅のキッチンにいるお母さんに話しかけると、食事イベントがスタートする。所持金が1000円以上ある状態で電車に乗ると、駅弁の食事イベントが始まる場合などもある。
金の卵イベント
団々坂でジョギングをしている人から、金の卵の噂を聞くことができる。その後、桜中央駅前の金の卵を1日１回さすると、10回目で金のこけしが、20回目には金ピカひよこが出現する。金ピカひよこを捕まえると合成アイテムの「金のシャチホコ」をゲットすることができる。
ニャーKBライブ
アオバハラのニャーKB劇場で「アイドルはウーニャニャの件」に合わせてダンスをする。クリア後妄想アオバハラで再度遊ぶことが出来る。
KJラップ
クエスト「DJ-KJ」でカッパーたちのラップに合わせてダンスをする。クリア後クラブハウスでKJに話しかけると再度遊ぶことが出来る。
その他、前作「ポール登り」「自転車レース」「どんちゃんの祭りばやし」「百鬼夜行」など『2』同様のイベントを実装。

### 妖怪ウォッチバスターズT
『3』の「スシ」「テンプラ」のVer2.0（Tアップデート）および「スキヤキ」で登場した新しいモード。Tは大型アップデート名であるトレジャーの略。ローカル通信を用いることで最大4人でのプレイが可能。インターネット通信にも対応する。
妖怪の「やくわり」は以下のいずれかであり、能力や得意技が異なる。
- アタッカー - 攻撃力が高く、通常攻撃や妖術で敵を攻める役割。
- タンク - 防御力が高く、敵を引き付けて仲間を守る役割。
- ヒーラー - 回復に長けており、攻撃を受けやすいアタッカーやタンクを補助する役割。
- レンジャー - 特殊な技を繰り出すことができ、攻撃役にも防御役にもなる役割。今作は一部妖怪に「罠探索」等の役割も加わった。

旧作の妖怪ウォッチバスターズとは以下の点が異なる。
- 舞台：これまでのさくらニュータウン一帯からヌー大陸に変更。前線基地も、バスターズハウスではなくバスターズキャンプに変更されている。
- ダンジョン形式：入るたびにランダムで構造が変わる「自動生成ダンジョン」に変更された。また、ダンジョン内には様々な罠が仕掛けられており、それに引っかかってしまうと探索が不利になってしまう。一部妖怪の能力・アイテム・妖怪メダル等から解放する妖気で罠の察知・回避は可能。
- アイテム管理：ゾンビナイト形式（最大で9つのアイテムを所持可能、ボックスに預けられる数は最大48まで）に変更。妖怪側が所持するのも武器と防具のみで、どうぐおよび魂は装着できない。それ以外のともだちチャンス等のシステムはほぼ旧作と同じ。
- 一部のボスおよび連動神妖怪への挑戦は、遺跡ストーンおよびバージョン連動により獲得できる手形が必要。また、一部ダンジョンもバージョンによって入口及び出現妖怪が異なる。

ここで手に入る「ヌーパーツ」を使うことにより、Eランクの妖怪が姿はそのままSランクになる等の様々な恩恵が得られる。「ヌーパーツ」は、獲得した時点では何かは不明だが、ビッグボス/ガーディアンを倒しダンジョンを脱出することで自動鑑定して判明する。また、2016年にコラボレーションを行った『ファイナルファンタジーXIV』で登場した妖怪ウォッチコラボの武器も登場する。

## データの引き継ぎ
『スキヤキ』では、『スシ』『テンプラ』からのほぼすべてのデータを引き継いでプレイすることが可能である。ただし、引き継ぎできるのはセーブデータ1つにつき1回のみであり、『スシ』『テンプラ』で更新データVer2.0以降をダウンロードする必要がある。引き継ぎデータをSDカードに保存する際や、『スキヤキ』のにっきに引き継ぎデータを保存する際は注意が必要である。ストーリーやクエストなどの内容、「ようかいメダル」や「もちもの」、バージョン限定クエスト等は引き継がれるが、ランダムバトルの今週の勝ち点や受け取っていない報酬は引き継がれず、仲間にする際にクエストが発生しないバージョン限定妖怪も出現しない。

## 登場キャラクター

### 人間

#### 主人公（プレイヤー）
今作ではゲーム開始時での主人公選択はなく、基本的に物語の進行に合わせケータ / イナホの2人を切り替えていく。
ケータ / 天野 景太（あまの けいた）
声 - 戸松遥
主人公の一人。今作では父親の転勤に伴い、USAに引っ越す。
イナホ / 未空 イナホ（みそら イナホ）
声 - 悠木碧
主人公の一人。ケータ・フミちゃんの隣のクラスの5年1組。自称「全方位ヲタク」で、特にアニメ・漫画・SFが大好き。
USAピョンから妖怪ウォッチを入手したことから、街中で起こる困り事や怪事件を解決する「イナウサ不思議探偵社」活動を開始した。後にケータ達と合流する。
フミちゃん / 木霊 文花（こだま ふみか）
声 - 遠藤綾
今作ではケータと異なるパラレルワールドの存在で、妖怪が視認できる。『スキヤキ』限定クエスト内で特定の条件を満たすことで操作することが可能。

#### その他の人物（NPC）
マック・ヘーゼルタイン
声 - 沼倉愛美
主人公と同年代の少年で、宇宙人の存在を信じている。USAに引っ越してきたケータと友人となり、共に行動するようになる。イナホからは「マッくん」とニックネームで呼ばれる。
ヒューリー博士
声 - 関智一
ロケット工学の第一人者。生前のUSAピョンである小動物の飼い主だったが、ロケット打ち上げ実験の事故により亡くし、研究意欲を失っていた。
マルダー
声 - 堺雅人
主人公らの後をつけ、怪奇現象「Yファイル」の謎を追うFBYの男性捜査官。
カクリー
声 - 菜々緒
マルダーの相棒であるFBYの女性捜査官。

### 妖怪
ウィスパー
声 - 関智一
USAに引っ越したケータと行動を共にする。その際に前作までに入手した妖怪メダルを紛失してしまったため、一から集め直す事となってしまう。
ジバニャン
声 - 小桜エツコ
USAに引っ越したケータと行動を共にする。
USAピョン（うさピョン）
声 - 重本ことり
USAからやって来たメリケン妖怪。種族はウスラカゲ族。イナホに妖怪ウォッチを渡しパートナーとなる。キレると「ベイダーモード」になり、持っている光線銃を乱射する短気な性格だが寂しがりな面もある。
生前はヒューリー博士に飼われていたフェレット系の小動物だった。博士のためにイナホと一緒にロケットを組み立て、その後は「イナウサ不思議探偵社」として活動している。
KKブラザーズ
声 - 遠藤綾
『スシ』のパッケージにも登場。USAに在住するKコマー・Kジーロの兄弟による二体一組の犬妖怪。
トムニャン
声 - 布施川一寛
『テンプラ』のパッケージにも登場。USAに在住する黄色のネコ妖怪。
スカイシャリマン
声 - 奈良徹
『スシ』限定で登場。屈強な体格のヒーロー妖怪。
サキちゃん
声 - 安野希世乃
『テンプラ』限定で登場。小悪魔風のダークヒロイン妖怪。
ワルノリン
声 - 子安武人
『スキヤキ』およびバスターズトレジャーで登場。影の妖怪ヒーローでトレジャーハンター。

## 用語
妖怪
本作よりメリケン妖怪やアンドロイド山田などが登場。また七福神妖怪、メリケンレジェンド妖怪、偉人レジェンド妖怪などのほか、Ver2.0以降には秘宝妖怪、ミステリーレジェンド妖怪も追加された。連動により「神妖怪」も出現する。
妖怪ウォッチU
今作初登場。玩具・アニメ版にあるプロトタイプは無く、始めからU1（ケータ）、U2（イナホ）の形。
妖怪サーチ時には敵妖怪にビームを当て、ゲージを0にしてからバトルに突入する。
妖怪ウォッチドリーム
今作初登場。スティーブ・ジョーズが密かに作り上げたワンオフモデルの妖怪ウォッチ。妖怪ウォッチにルーレット機能が追加された。ルーレット音声は数種類有り、アタリとハズレで召喚される時のBGMが異なる。コアユニット（本体部分）を取り外して妖怪ブラスター、妖怪ドリル、妖怪バズーカ、妖怪クリーナー、エンマブレード、覚醒エンマ魔笛にセット（ドリームリンク）することで、その妖怪メダルに宿る力を使うことができる。なお、ゲーム内ではエンマブレードにはエンマ大王メダル、覚醒エンマ魔笛には覚醒エンマのメダルしか対応していない。
ケータは第4章の魔・インジャネーノ戦で窮地に陥った際に現れたスティーブ・ジョーズから妖怪ブラスターと共に受け渡され、イナホは第6章のジョーズとシャッチーバーグが密かに行っていた『「ドリーム」と「U」はどちらが優れているのか』の賭けで「ドリーム」が勝ったのでプレゼントされた。
妖怪メダル
今作から「Uメダル」「メリケンメダル」「ドリームメダル」が追加された。
妖怪パッド
ウィスパーのほか、USAピョンも所持している。今作よりさまざまなお知らせが届く「妖怪オシラセッター」アプリを装備している。
妖怪ブラスター
ケータ編第4章で登場するアイテム。妖怪ウォッチドリームのコアユニットを分離させてから装着し、利用する。装着する妖怪によって発射するバレットの性質が異なる。アタックモードとトモダチモードの2種類があり、各モードの強弱含めて合計32（8種×2モード×強弱）種類。メダルセット時にモードと強弱はルーレット抽選で指定される。
USA妖怪ガシャ
USAに設置されているルーレット型のガシャ。事前のダーツで1日に回せる回数が決定される。玩具のメダルと連動させる「ドリームベット」によって、大当たりの確率が上がる。

## 舞台
さくらニュータウン
さくら住宅街
天野家は引越しにより空き家となっている。
おおもり山
団々坂
さくら中央シティ
今作では新たに地下商店街が作られた（モデルは天神地下街）。地下商店街から駅の南口周辺、カメカメラ、サンセットモール、地下駐輪場に行く事も可能。
おつかい横丁
そよ風ヒルズ
イナホはこの街のマンションに住んでいる。
さくらEXツリー / さくらぎ地区
ケマモト村
Ver3.0以降から行けるようになる。テンプラ限定妖怪「ヤマオカミ」と1日1回バトルできる。
ナギサキ
Ver3.0以降から行けるようになる。スシ限定妖怪「イソノナミ」と1日1回バトルできる。
アオバハラ
今作初登場のビルや商店が立ち並ぶエリア。モデルは秋葉原とでんでんタウン。ニャーKB48のライブハウスやアニメショップ「アニメ堂」「イナウサ不思議探偵社」の事務所などがある。また、特定の条件を満たす事で「妄想アオバハラ」という異様な空間に行く事も出来る。
たぞの
今作初登場の農村。前作の「えんえんトンネル」の代わりである「えんえんあぜ道」への入口がある。

妖魔界 / 妖怪ワールド
今作ではおおもり山の妖怪エレベーターから行けるエリアが「えっけん回廊」から連動ダンジョンである高級料亭「妖楽」に変更された。
ニュー妖魔シティ
今作初登場の妖魔界の大都市。『バスターズ』に登場したバスターズハウスや、エンマ大王の離宮、妖怪ウォッチなどを売っているヨップルストア、ゴゴゴGFの居城ゴゴゴ・ゴッドタワーなどがある。
ヨップル社
妖怪ウォッチの製造量産元。スティーブ・ジョーズ社長辞任を経て、マーク・シャッチーバーグが社長を務める。

USA
USAピョンたちメリケン妖怪の出身地。「セントピーナッツバーグ」「ウォルナービレッジ」などの街や、ヒューリー博士が勤務しているジョンソン宇宙センターなどがある。
セントピーナッツバーグ
天野家が引っ越した田舎町。住宅街を中心とした「サウスモンド地区」、商業地区「ノースピスタ地区」、昔ながらの街並みを残す「イーストカシュー地区」に分けられている。
名前のモチーフは『トム・ソーヤーの冒険』の舞台セント・ピーターズバーグより。
ウォルナービレッジ
ウエスタン風の街。サボテンが生えている。
ノランポニー峡谷
ウォルナービレッジと港町ノランポートを繋ぐ広大な峡谷。「ガンメンロック」と呼ばれる人の顔をした岩が名物。クリア後には「だるまっ塔」というダンジョンが出現する。

ヌー大陸
今作初登場。「スキヤキ」および「スシ」「テンプラ」Tアップデート（Ver2.0）から登場するエリア。USAのケータの家の裏庭から繋がっており、様々な遺跡やピラミッド等がある。

## 妖怪ウォッチ3 スキヤキ
『妖怪ウォッチ3 スキヤキ』（ようかいウォッチスリー スキヤキ）は、レベルファイブより2016年12月15日に発売されたニンテンドー3DS向けゲームソフト。
欧州・北米版では『スキヤキ』をベースに一部仕様変更した1バージョンのみ発売された。現地における『妖怪ウォッチ』ゲームシリーズ発売は本作が最後となっている。

### 追加要素
新たにマルチプレイアクションの「妖怪ウォッチバスターズT」モードが追加された。『映画 妖怪ウォッチ 空飛ぶクジラとダブル世界の大冒険だニャン!』と連動した専用ストーリーや専用クエストの実装、新たなレジェンドカテゴリーの「ミステリーレジェンド」、メリケンレジェンドおよび新たな妖怪の追加、バージョン連動での覚醒エンマ等の神妖怪追加、『妖怪三国志』連動時の新たな武将妖怪の追加等がなされている。『2元祖・本家』から『2真打』の時同様、『妖怪ウォッチ3 スシ/テンプラ』のデータをほぼ全て引き継ぐことが可能。クエストで入手する一部の『スシ/テンプラ』限定妖怪の入手方法が二択に変更されている。

## 連動機能

### ゲームソフト間の連動
『スシ』『テンプラ』『スキヤキ』
神妖怪「覚醒エンマ」（スシ×テンプラ×スキヤキ）「ぬらり神」（スシ×テンプラ）「先代閻魔大王」（スシ×スキヤキ）「覚醒日ノ神」（テンプラ×スキヤキ）が出現する。
妖怪ウォッチ2 元祖/本家/真打
ジバニャンS（元祖）、コマさんS（本家）、コマじろうS（真打）が出現するアイテムが入手できる。
妖怪ウォッチバスターズ 赤猫団/白犬隊
Bジバニャン（赤猫団）、 Bコマさん（白犬隊）が出現するアイテムが入手できる。
妖怪三国志
『スシ』『テンプラ』ではジバニャン劉備・コマさん孫策・ USAピョン仲達、『スキヤキ』ではフユニャン曹操・ウィスパー孔明・黒鬼呂布が出現するアイテムが入手できる。
妖怪ウォッチ ぷにぷに
『スシ』ではぷにニャン、『テンプラ』ではぷにコマ、『スキヤキ』では卵の君が出現するダウンロード番号が入手できた（2020年2月14日発行終了）。

### 玩具との連動
DX妖怪ウォッチドリーム
ドリームリンクシリーズ
バスターズトレジャーシリーズ
「妖気」を生成しメダルにチャージできる。YCチップ規格のメダル（ドリームメダル、トレジャーメダル、秘宝妖怪メダル）に対応。
妖怪メダル
妖怪メダル裏面のQRコードをカメラで読み取る事で、ガシャコインやアイテム、特別な妖怪などを入手できる。
YCチップ規格のメダルは USA妖怪ガシャでドリームベットし、大当たりが出た場合も妖気のチャージができる。
チャージした妖気の解放で一定時間のパワーアップ、七福神妖怪との対戦、バスターズトレジャーでのダンジョン解放など様々な効果が起こる。

## コラボレーションゲーム・アプリ
太鼓の達人
バンダイナムコエンターテインメント（現：バンダイナムコアミューズメント）発売の音楽ゲームシリーズ。クエスト上で、マスコットキャラクターの「どんちゃん（和田どん）」が妖怪として登場する。
ファイナルファンタジーXIV
スクウェア・エニックス制作のMMORPG。『妖怪ウォッチ3 スシ/テンプラ/スキヤキ』に「チョコボニャン」「モーグリニャン」が登場する他、期間限定で『ファイナルファンタジーXIV』に妖怪たちが登場するイベントを行った。

## タイアップ

### JR西日本

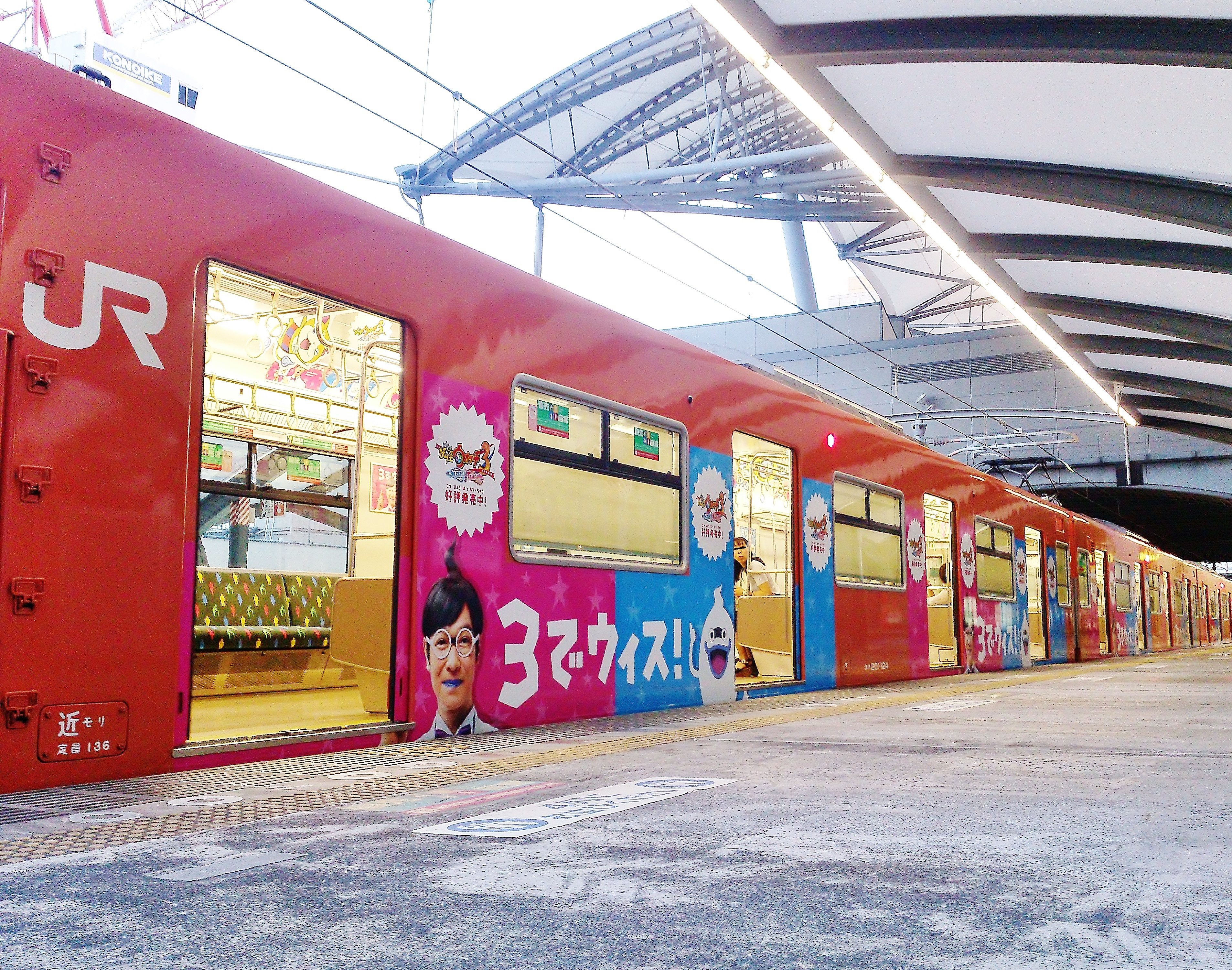
妖怪ウォッチ3 スシ・テンプラ のラッピング電車（201系 LB13編成）

西日本旅客鉄道（JR西日本）では、2016年夏季に『妖怪ウォッチ3 スシ/テンプラ』の発売に合わせて201系のラッピング列車を運行していた。

## 主題歌

### オープニングテーマ
「ゆーがらお友達」（スシ）
「独立宣言」（テンプラ）
作詞 - motsu & 高木貴司 / 作曲・編曲 - 菊谷知樹、FRAME / 歌 - キング・クリームソーダ
「ばんざい! 愛全開!」（スキヤキ）
作詞 - つんく♂ / ラップ歌詞 - motsu / 作曲 - はたけ / 編曲 - 菊谷知樹 / 歌 - キング・クリームソーダ

### エンディングテーマ
「ふるさとジャポン」（スシ/テンプラ）
「トレジャー」（スキヤキ）
作詞・楽曲プロデューサー - 高木貴司 / 作曲・編曲 - 菊谷知樹 / 歌 - LinQ

### 挿入曲
「ゲラッポ・ダンストレイン」
作詞 - motsu / 作曲・編曲 - 菊谷知樹 / 歌 - キング・クリームソーダ
「アイドルはウーニャニャの件」
作詞 - 秋元康 / 作曲・編曲 - 菊谷知樹 / 歌 - ニャーKB with ツチノコパンダ
「ダン・ダン ドゥビ・ズバー!」
作詞 - motsu & 高木貴司 / 作曲・編曲 - 菊谷知樹
「ようかい体操第一」
作詞 - ラッキィ池田 & 高木貴司 / 作曲 - 菊谷知樹 / 編曲 - 日比野裕史
「風雲志士」（出典：「太鼓の達人」より）
作曲・編曲 - BNEI